# Punčoškář lesní
Punčoškář lesní (Inermocoelotes inermis) je pavouk patřící do čeledi pokoutníkovití (Agelenidae).

## Popis
Délka těla samice činí 11 až 12,5 mm a samce 8,5 až 10 mm. Hlavohruď je šedohnědě zbarvená, tmavěji v oblasti očí, nohy žlutohnědé. Zadeček je šedočerný s několika nepravidelnými skvrnami a se světlou šipkovitou kresbou. Epigyne s výrazně vyznačeným a zaobleným předním okrajem.

## Rozšíření a způsob života
Jedná se o evropský druh hojný v mírném pásu kontinentu. V České republice se nachází po celém území od nížin do hor, zejména ve středních a vyšších polohách.
Druh žije v lesích, zejména v listnatých a smíšených, vzácněji se vyskytuje i na otevřených stanovištích. Jeho biotop nesmí být ohrožen suchem. Pod kameny a kusy dřeva si buduje pavučinovou rourku ústící do úkrytu. Aktivní je zejména v noci. S dospělými jedinci se lze setkat především na jaře a na podzim.

## Možnost záměny
- punčoškář horský (Coelotes atropos)
- punčoškář zemní (Coelotes terrestris)